# Cylindromyia retroflexa
Cylindromyia retroflexa là một loài ruồi trong họ Tachinidae.